# Josef Oster

Josef Oster

Josef Oster (* 4. Januar 1971 in Zell (Mosel)) ist Diplom-Verwaltungswirt und ein deutscher Politiker der CDU. Seit 2017 ist er Mitglied des Deutschen Bundestages. Von 2021 bis 2025 war er Obmann der CDU/CSU-Bundestagsfraktion im Innenausschuss. Derzeit ist er amtierender Vorsitzender des Innenausschusses des Deutschen Bundestages.

## Biographie
Josef Oster absolvierte von 1987 bis 1990 eine Ausbildung im mittleren nichttechnischen Verwaltungsdienst bei der Kreisverwaltung Cochem-Zell, wo er bis 1999 als Verwaltungsbeamter tätig war. Nach dem Erwerb der Fachhochschulreife begann er 1993 sein Studium an der Hochschule für öffentliche Verwaltung Rheinland-Pfalz, das er 1996 erfolgreich als Diplom-Verwaltungswirt (FH) abschloss. In den Jahren 1998 bis 2000 setzte er seine berufliche Weiterbildung an der Verwaltungs- und Wirtschaftsakademie Rheinland-Pfalz fort und erwarb den Abschluss Verwaltungs- und Betriebswirt (VWA).
Von 1999 bis 2001 war er als Referent und Büroleiter im Büro des Bundestagsabgeordneten Peter Bleser tätig. Im Zeitraum von 2002 bis 2017 war er Hauptamtlicher Bürgermeister der ehemaligen Verbandsgemeinde Bad Ems und Leiter der dortigen Verwaltung.
Josef Oster ist ledig und wohnt in Koblenz.

## Politische Arbeit
Josef Oster ist seit 1988 Mitglied der CDU. Er ist Vorsitzender des CDU-Kreisverbandes Koblenz und stellvertretender Bundesvorsitzender der Kommunalpolitischen Vereinigung der CDU/CSU (KPV). Seit Juni 2019 ist er außerdem Mitglied des Stadtrates der Stadt Koblenz. Er wurde auf dem 76. Landesparteitag (2024) der CDU-Rheinland-Pfalz zum Dialogbeauftragten für das jüdische Leben gewählt.
Bei der Bundestagswahl 2017 trat Oster als Kandidat im Wahlkreis 199 (Koblenz) an und sicherte sich das Direktmandat mit 41,3 % der Erststimmen.  Während seiner Zeit im 19. Deutschen Bundestag war er ordentliches Mitglied im Ausschuss für Inneres und Heimat sowie im Petitionsausschuss. Zudem war er stellvertretendes Mitglied im Verteidigungsausschuss sowie im 1. Untersuchungsausschuss des Verteidigungsausschusses.
Im Jahr 2021 gelang es Oster erneut, die Direktwahl in seinem Wahlkreis der CDU für sich zu entscheiden. Er erzielte 31,7 % der Erststimmen (der Zweitstimmenanteil lag bei 26,0 %). Im 20. Deutschen Bundestag war er  ordentliches Mitglied im Ausschuss für Inneres und Heimat. In seiner Funktion als Obmann für den Innenausschuss war er verantwortlich für die Planung der Ausschussarbeit und Hauptansprechpartner der Unionsfraktion. Zudem war er stellvertretendes Mitglied im Verteidigungsausschuss.
Auch dem 21. Deutschen Bundestag gehört Josef Oster wieder an, nachdem er seinen Wahlkreis Koblenz bei der Bundestagswahl 2025 mit 35,7 % der Erststimmen (Zweitstimmen: 31,5 %) gewinnen konnte. Er übernimmt die Funktion des amtierenden Vorsitzenden des Innenausschusses im Deutschen Bundestag und ist damit maßgeblich an der innenpolitischen Gesetzgebung beteiligt. Zudem ist er stellvertretendes Mitglied im Verteidigungsausschuss.
Vor seinem Einzug in den Bundestag nahm Josef Oster zahlreiche kommunalpolitische Funktionen wahr: 1989 bis 2001 Gemeinderat der Ortsgemeinde Tellig; 1994 bis 1999 Rat der Verbandsgemeinde Zell (Mosel); 2004 bis 2016 Mitglied im Kreistag Rhein-Lahn; 2004 bis 2017 Mitglied im Verwaltungsausschuss der Arbeitsagentur Montabaur; 2005 bis 2009 Vorsitzender der CDU-Kreistagsfraktion Rhein-Lahn; 2005 bis 2017 Mitglied der Regionalvertretung der Planungsgemeinschaft Mittelrhein-Westerwald und 2011 bis 2017 Vorsitzender des Lahn-Taunus-Touristik e. V.